# Xz
xz — комп'ютерна програма стиснення без втрат, що використовує алгоритм LZMA2, а також відповідний формат файлу.
Архіватор xz міг бути задуманий як обрізана версія програми 7-Zip, який має свій власний формат, а не використовує її формат 7z. Бо хоча 7-Zip, застосовуючи компресію LZMA2, і здатна стискати щільно (за рахунок швидкодії), та її формат архіву, зроблений переважно для Windows, не підтримує функціональності Unix (цьому формату не вистачає підтримки метаданих Unix-подібних файлових систем).
xz стискає один файл на вході, а не вміщає набір файлів в один архів. Таким чином, він стискає файл, який може бути й архівом, наприклад створеним такими Unix-програмами, як tar або cpio.

## Реалізація і використання
Реалізацією формату xz є XZ Utils, що використовують ліцензію LGPL у комплекті з програмним забезпеченням, зокрема liblzma, яке є суспільним надбанням.
Формат xz використовується GNU Coreutils, починаючи з версії 7.1. Починаючи з версії 1.22, GNU tar дозволяє автоматично стискати і розпаковувати архіви tar за допомогою xz, забезпечуючи прозору роботу з ними (так само, як до цього було реалізовано для gzip і bzip2). Стандартний архіватор tar операційної системи FreeBSD підтримує прозоре стиснення в xz, починаючи з r191190 (17 квітня 2009).
7-Zip з версії 9.04 бета підтримує цей формат стиснення, а з версій 9.20 — стабільно.
У грудні 2013 адміністрація Linux Foundation оголосила, що сайт Kernel.org нові версії патчів і ядра Linux випускатиме лише в форматах tar.xz і tar.gz.

## Виноски
1. ↑  xz, Tukaani, архів оригіналу (Git) за 6 липня 2015, процитовано 29 грудня 2013
2. 1 2  Lindholm, Linux Gazette, архів оригіналу за 29 грудня 2013, процитовано 29 грудня 2013
3. ↑  GNU tar Web site: References. Архів оригіналу за 2 жовтня 2008. Процитовано 29 грудня 2013.
4. ↑  Changelog for Tar 1.22. Архів оригіналу за 23 березня 2012. Процитовано 29 грудня 2013.
5. ↑  7-Zip. Архів оригіналу за 12 травня 2006. Процитовано 29 грудня 2013.
6. ↑  Kernel.org уходит от распространения архивов в формате bzip2. OpenNET (рос.). Архів оригіналу за 30 грудня 2013. Процитовано 29 грудня 2013.